# .30-06 Springfield

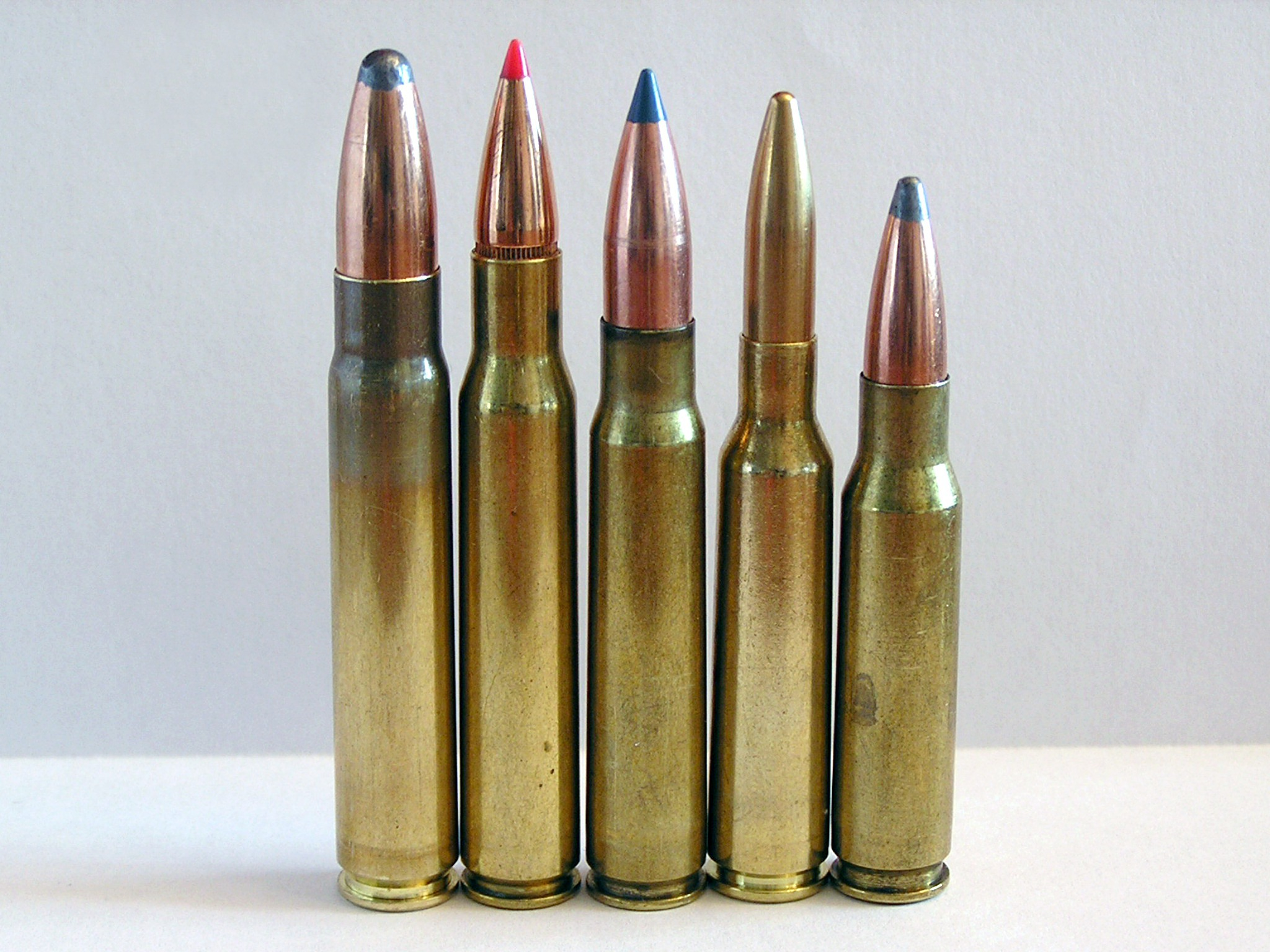
Зліва направо: набої 9.3x62mm, .30-06 Спрингфілд, 8×57 Маузер, 6,5×55 мм та .308 Winchester. 7.62x51 НАТО (немає на фото) є схожим на .308 Winchester.

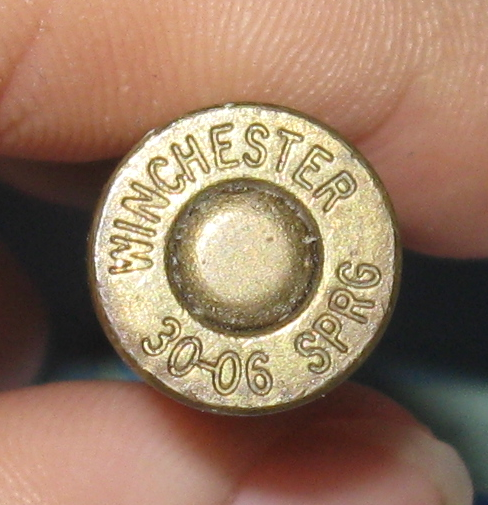
.30-06 Спрингфілд

.30-06 Спрингфілд (англ. .30-06 Springfield) або 7,62x63 мм — набій калібру 7,62-мм, прийнятий на озброєння збройних сил США в 1906 та для використання у гвинтівці Спрингфілд зразка 1903-А3, а з 1936 — у гвинтівці Гаранд. Позначення .30-06 означає калібр 0,30 дюйма зразка 1906 року. Патрон використовувався понад 50 років та був замінений на патрони 7.62x51 НАТО та 5,56×45 мм, які використовуються збройними силами країн НАТО зараз.
Патрони .30-06 мають великий попит у мисливців як Південної, так і Північної Америки, для полювання на різноманітну дичину.
| Калібр | Маса кулі г. | VO м/с | EO Джоулі |
| ------ | ------------ | ------ | --------- |
| .30-06 | 7,1          | 1030   | 3766      |
| .30-06 | 9,7          | 890    | 3842      |
| .30-06 | 11,7         | 825    | 3982      |
| .30-06 | 14,7         | 735    | 3863      |